# Дуополія
Дуополія (грец. δύο (два) + грец. πωλεῖν (продавати)) — вид олігополії, ситуація на ринку, за якої пропозиція представлена лише двома виробниками (постачальниками). Через свою простоту це найбільш вивчена форма олігополії.

## Економічні моделі
Існує дві основні моделі дуополії:
- Дуополія Курно, в якій припускається що два виробники вважатимуть рівень виробництва одне одного незмінними, і прийматимуть свої рішення відповідно.
- Модель Бертрана, в які при конкуренції, фірми вважають що конкурент не змінить ціну. Коли обидві фірми використовують таку логіку, вони приходять до рівноваги Неша.

## Характеристики дуополії
1. Наявність лише двох продавців
2. Взаємозалежність: якщо будь-яка фірма вносить зміни в ціну або рекламну схему, інші фірми також повинні дотримуватися цього, щоб залишатися в конкуренції.
3. Наявність елементів монополії: доки продукти диференційовані, фірми користуються певною монопольною владою, оскільки кожен продукт матиме певну кількість лояльних клієнтів.
4. Є дві популярні моделі дуополії, тобто модель Курно і модель Бертрана.

## Приклади
У реальності чисті дуополії майже не існують, але можна знайти приклади квазідуополій (коли існує понад два конкуренти, але всі інші настільки незначні що ними можна знехтувати). Найбільш відомі:
- Intel та AMD на ринку CPU
- Nvidia та AMD на ринку GPU
- Airbus та Boeing на ринку комерційних авіалайнерів
- Android та iOS на ринку мобільних операційних систем
- Visa та MasterCard на ринку платіжних карток